# Heosemys
Genre
Synonymes
- Hieremys Smith, 1916

Heosemys est un genre de tortues de la famille des Geoemydidae.

## Répartition
Les quatre espèces de ce genre se rencontrent en Asie du Sud-Est.

## Liste des espèces
Selon TFTSG (16 juin 2011) :
- Heosemys annandalii (Boulenger, 1903)
- Heosemys depressa (Anderson, 1875)
- Heosemys grandis (Gray, 1860)
- Heosemys spinosa (Gray, 1830)

## Publication originale
- Stejneger, 1902 : Some generic names of turtles. Proceedings of the Biological Society of Washington, vol. 15, p. 235-238 (texte intégral).